# Contisuyo
Contisuyo o Condesuyo (del quechua: Kunti Suyu ‘parcialidad de los kuntis’) era un suyo del Imperio incaico o Tahuantinsuyo, al suroeste del  Cuzco que llegaba hasta la costa, comprendiendo parte de Ica y el actual departamento de Arequipa.

## Wamani
Cada suyo se dividió en wamani o provincias. El Contisuyo incluyó los wamani de:
- Acari
- Moquegua
- Angara
- Arequipa o Ariqipa.
- Atico
- Aimara
- Camaná, habitada por el pueblo Maje.
- Caravelí
- Cavana o Qhawana.
- Chanca o Chanka, también llamado Andahuayla o Andawaylla.
- Chilque, cuyos habitantes eran "incas de privilegio".
- Choclococha o Chuqlluqucha.
- Chocoruo o Chukurpu.
- Chumbivilca o Chumpiwillka.
- Contisuyo o Kuntisuyu, incluyendo el Allqa (Alca), Kutawasi (Cotahuasi) y pueblos Aruni.
- Cotabamba o Kutapampa.
- Ica o Ika.
- Nazca o Naska.
- Ocoña o Ukhuña.
- Parinacocha o Pariwanaqucha.
- Quechua o Qhichwa.
- Quilca o Qillqa.
- Rucana o Ruk'ana.
- Sora, dividido en tres sayas y/o suyos.
- Vilcas o Willka.
- Yanahuara o Yanawara, cuyos habitantes eran "incas de privilegio".
- Yauca o Yawka.